# 美国广播电视展
美国广播电视展（NAB Show）是由全美廣播事業者聯盟舉辦的年度贸易展览会。它于每年的4月举行，第一届美国广播电视展于1923年在纽约举行。 自1991年起在内华达州拉斯维加斯大都會區的拉斯维加斯会展中心举行。